# Método de Sainte-Laguë
Na teoria do voto, o método de Sainte-Laguë é um procedimento para calcular coeficientes eleitorais e distribuir cadeiras em um câmara com voto proporcional, foi inventado pelo matemático francês André Sainte-Laguë.
É um método similar ao método D'Hondt, a diferença são os divisores usados, o método de Sainte-Laguë não favorece os maiores partidos como o método D'Hondt.
Este método é usado na Nova Zelândia, Bósnia e Herzegovina, Letônia, Kosovo e Alemanha. Na Noruega, na Dinamarca e na Suécia são usadas variantes modificadas do método.

## Descrição
O método consiste em sucessivas divisões: a cada cadeira alocada, é calculado um coeficiente eleitoral dado pela fórmula:
{\displaystyle {\frac {V}{2s+1}}\,}, onde:
- V é o número total de votos recebido pelo partido e
- s é número de cadeiras obtidas pelo partido até o momento. Todos os partidos começam com s=0 na primeira fase.

A cada fase, é atribuída uma cadeira ao partido com maior coeficiente eleitoral. Sempre que se atribui uma cadeira, na fase (fila) seguinte, s aumenta 1 para o partido que recebeu a cadeira; assim s aumenta 1 e o divisor 2s+1 aumenta 2.
Exemplo:
Está-se a eleger os 11 deputados que ocuparam lugares no governo. A cada linha atribui-se uma nova cadeira a algum dos partidos, são as cadeiras do "parlamento" que são atribuídas.
|                        | Partido A     | Partido B    | Partido C    | Partido D |
| Votos                  | 340 000       | 280 000      | 160 000      | 60 000    |
| 1ª Cadeira Parlamento  | 340 000(1)    | 280 000      | 160 000      | 60 000    |
| 2ª Cadeira Parlamento  | 113 333,33    | 280 000(2)   | 160 000      | 60 000    |
| 3ª Cadeira Parlamento  | 113 333,33    | 93 333,33    | 160 000(3)   | 60 000    |
| 4ª Cadeira Parlamento  | 113 333,33(4) | 93 333,33    | 53 333,33    | 60 000    |
| 5ª Cadeira Parlamento  | 68 000        | 93 333,33(5) | 53 333,33    | 60 000    |
| 6ª Cadeira Parlamento  | 68 000(6)     | 56 000       | 53 333,33    | 60 000    |
| 7ª Cadeira Parlamento  | 48 571,43     | 56 000       | 53 333,33    | 60 000(7) |
| 8ª Cadeira Parlamento  | 48 571,43     | 56 000(8)    | 53 333,33    | 20 000    |
| 9ª Cadeira Parlamento  | 48 571,43     | 40 000       | 53 333,33(9) | 20 000    |
| 10ª Cadeira Parlamento | 48 571,43(10) | 40 000       | 32 000       | 20 000    |
| 11ª Cadeira Parlamento | 37 777,78     | 40 000(11)   | 32 000       | 20 000    |
| Total de cadeiras      | 4             | 4            | 2            | 1         |

Portanto, depois de contadas 11 células vermelhas da tabela, obtém-se o número total de deputados eleitos.
É possível obter o mesmo resultado com uma tabela menor, sendo agora cada linha correspondente às cadeiras atribuídas aos partidos. Após todas as divisões feitas, vai-se escolhendo, em toda a tabela, de forma decrescente, as maiores divisões da tabela.
Exemplo: 
|                                     | Partido A     | Partido B    | Partido C    | Partido D |
| Votos                               | 340 000       | 280 000      | 160 000      | 60 000    |
| 1ª Cadeira do Partido (s=0, 2s+1=1) | 340 000(1)    | 280 000(2)   | 160 000(3)   | 60 000(7) |
| 2ª Cadeira do Partido (s=1, 2s+1=3) | 113 333,33(4) | 93 333,33(5) | 53 333,33(9) | 20 000    |
| 3ª Cadeira do Partido (s=2, 2s+1=5) | 68 000(6)     | 56 000(8)    | 32 000       | 12 000    |
| 4ª Cadeira do Partido (s=3, 2s+1=7) | 48 571,43(10) | 40 000(11)   | 22 857       | 8 571     |
| 5ª Cadeira do Partido (s=4, 2s+1=9) | 37 778        | 31 111       | 17 778       | 6 667     |
| Total de cadeiras                   | 4             | 4            | 2            | 1         |

Note que s é o número de cadeiras que cada partido já tem em cada linha, logo, são as cadeiras atribuídas acima dessa linha. O divisor é 2s+1. A maior divisão é 340 000 / 1, logo o Partido A recebe a 1ª cadeira, e a 11ª maior divisão é 280 000 / 7 = 40 000, logo o Partido B recebe a 11ª cadeira (sobrescrito entre parênteses está a ordem de atribuição das cadeiras no "parlamento").
Como em todos os métodos, círculos pequenos implicam distorções inevitáveis. Vamos ver uma comparação com o método D'Hondt num exemplo de três partidos e três cadeiras, onde as votações são 59%, 21% e 20%.
Começamos com Saint-Laguë:
| Sainte-Laguë                        | Partido A | Partido B | Partido C |
| Votos                               | 59 000    | 21 000    | 20 000    |
| 1ª Cadeira do Partido (s=0, 2s+1=1) | 59 000(1) | 21 000(2) | 20 000(3) |
| 2ª Cadeira do Partido (s=1, 2s+1=3) | 19 667    | 7 000     | 6 667     |
| Total de cadeiras                   | 1         | 1         | 1         |

Agora D'Hondt:
| D'Hondt                           | Partido A | Partido B | Partido C |
| Votos                             | 59 000    | 21 000    | 20 000    |
| 1ª Cadeira do Partido (divisor=1) | 59 000(1) | 21 000(3) | 20 000    |
| 2ª Cadeira do Partido (divisor=2) | 29 500(2) | 10 500    | 10 000    |
| 3ª Cadeira do Partido (divisor=3) | 19 667    | 7 000     | 6 667     |
| Total de cadeiras                 | 2         | 1         | 0         |

As distorções são inevitáveis, os 59%, 21%, 20% são transformados em 33%, 33%, 33% ou em 67%, 33%, 0%, ambos os métodos penalizam um partido em pelo menos 20%. Este problema advém do círculo ter poucas cadeiras, apenas 3. A distorção seria ainda maior caso tivesse apenas duas cadeiras ou, pior ainda, no caso do círculo uninominal (onde inevitavelmente a distorção é máxima). Tipicamente, as distorções vão sendo menores com o aumento de cadeiras no círculo.